# 奈良県道127号北野吐山線
奈良県道127号北野吐山線（ならけんどう127ごう きたのはやません）は、奈良県山辺郡山添村から奈良市に至る一般県道である。

## 概要
山辺郡山添村大字北野から奈良市都祁吐山町に至る。

### 路線データ
- 起点：山辺郡山添村大字北野（北野交差点、奈良県道・三重県道80号奈良名張線交点）
- 終点：奈良市都祁吐山町（外の橋交差点、国道369号交点、奈良県道28号吉野室生寺針線上）
- 総延長：13.1 km

## 歴史
- 1966年（昭和41年） - 路線認定。

## 路線状況

### 重複区間
- 国道25号旧道（奈良市小倉町）
- 奈良県道・三重県道781号都祁名張線（宇陀市室生染田 - 宇陀市室生多田）
- 奈良県道28号吉野室生寺針線（宇陀市室生無山 - 奈良市都祁吐山町・外の橋交差点（終点））

## 地理

### 通過する自治体
- 奈良県
  - 山辺郡山添村 - 奈良市 - 山辺郡山添村 - 奈良市 - 宇陀市 - 奈良市

### 交差する道路
| 交差する道路                                                                        | 市町村名 | 市町村名 | 交差する場所 | 交差する場所        |
| ----------------------------------------------------------------------------------- | -------- | -------- | ------------ | ------------------- |
| 奈良県道・三重県道80号奈良名張線                                                    | 山辺郡   | 山添村   | 大字北野     | 北野交差点 / 起点   |
| 奈良県道245号助命下荻線                                                             | 奈良市   | 奈良市   | 下深川町     |                     |
| 大和高原広域農道                                                                    | 奈良市   | 奈良市   | 上深川町     |                     |
| 国道25号 / 旧道 重複区間起点 国道25号/ E25 名阪国道 奥宇陀広域農道 / やまなみロード | 奈良市   | 奈良市   | 小倉町       | 23 小倉IC           |
| 奈良県道246号馬場針ケ別所小倉線                                                     | 奈良市   | 奈良市   | 小倉町       |                     |
| 国道25号 / 旧道 重複区間終点                                                        | 奈良市   | 奈良市   | 小倉町       |                     |
| 奈良県道・三重県道781号都祁名張線 重複区間起点                                      | 宇陀市   | 宇陀市   | 室生染田     |                     |
| 奈良県道・三重県道781号都祁名張線 重複区間終点                                      | 宇陀市   | 宇陀市   | 室生多田     |                     |
| 奈良県道28号吉野室生寺針線 重複区間起点                                             | 宇陀市   | 宇陀市   | 室生無山     |                     |
| 国道369号 奈良県道28号吉野室生寺針線 重複区間終点                                   | 奈良市   | 奈良市   | 都祁吐山町   | 外の橋交差点 / 終点 |

### 沿線
- 布目ダム
- 染田郵便局